# Коныратское месторождение меди
Коныратское месторождение (Коунрадское месторождение) — медное месторождение, расположено в 15 км северу города Балхаш Карагандинской области возле поселка Конырат.

## История
Коунрадское месторождение медных руд было открыто в 1927 году Михаилом Петровичем Русаковым.
С 1928 года в Коунрадском районе начались геолого-разведочные работы по оценке его запасов. 
С 1934 года основной Коунрадский рудник по поставке сырья на Балхашский горно-металлургический комбинат.
С 1933 года Начальником горнорудного управления Коунрадского рудника был Алексей Богатиков (репрессирован в 1937 году).

## Геология
В геологическую структуру месторождения входят песчаники фаменского слоя девонской системы. Сверху они покрыты андезит-базальтом, андезит-дацитами каркаралинской свиты нижней каменноугольной системы. 
Кроме меди и молибдена (их соотношение 115:1), встречаются свинец, цинк, рений, таллий, галлий, селен, серебро, золото, сурьма, теллур, индий, висмут, кобальт, никель, олово. Основные размеры сопутствующих элементов встречаются в виде изоморфных смесей, иногда они образуют самостоятельные минералы. В добываемой руде содержание меди 0,35—0,45 %.
Руда добывается в небольшой объёме открытым методом.